# 曾侃
曾侃（1988年—）是中華人民共和國一位足球体育解说员，來自杭州，其在中國央視CCTV5任職。

## 生平
曾侃高中畢業於杭州第四中学，本科畢業於浙江大学城市学院商学院国际贸易专业，曾侃喜欢足球，參加過大学生足球联赛。大學時代他還主持過活動。他也一度是浙江绿城球迷组织“绿魂”一员，而且當过浙江绿城队的球童。他還当过保险推销员、《现代金报》实习记者。2010年，曾侃從大學畢業後來到北京，2012年9月考入中国传媒大学攻讀研究生，導師是白岩松。2014年，曾侃摘得首届首都高校主持大赛桂冠并进入央视《新闻直播间》实习。2014年巴西世界杯期间，曾侃担任CCTV5《我爱世界杯》的主持人。之后在浙江電視台待了一年，擔任钱江频道《九点半》主持人。2015年10月，曾侃正式成为了CCTV5的一名足球解说员。。2018年，侃第一次去现场解说世界杯。